# Élections législatives marocaines de 2016
Les élections législatives marocaines de 2016 ont lieu le 7 octobre 2016 afin de renouveler les membres de la Chambre des représentants du Maroc. 
La campagne électorale est marquée par de fortes tensions entre le Makhzen et les partis politiques dénonçant publiquement une forme d'autoritarisme (tahakoum).

## Campagne
La campagne électorale se déroule du 24 septembre au 6 octobre.
La campagne électorale est marquée par de fortes tensions entre le Makhzen et les partis politiques dénonçant publiquement une forme d'autoritarisme (tahakoum). En réponse, Mohammed VI critique Abdel-Ilah Benkiran dans un discours télévisé et le ministre de l'intérieur interdit l'organisation et la diffusion de sondages politiques. 
Le ministre Nabil Benabdellah dénonce dans une conférence le lien entre Fouad Ali Himma et le PAM ce qui vaut d’être réprimandé par un communiqué public du cabinet royal,.

## Mode de scrutin
La Chambre des représentants est composée de 395 députés élus pour quatre ans au scrutin proportionnel plurinominal. Sur ce total, 305 sièges sont ainsi à pourvoir dans 92 circonscriptions de 2 à 6 sièges en fonction de leur population, auxquels s'ajoutent 90 sièges pourvus dans une unique circonscription nationale. Ces derniers sont pour 60 d'entre eux réservés aux femmes, et pour les 30 restants réservés aux personnes de moins de quarante ans. Pour l'ensemble des circonscriptions, les listes de candidats sont fermées, sans panachage ni vote préférentiel. Après décompte des voix, la répartition se fait selon la règle de la plus forte moyenne à toutes les listes ayant franchi le seuil électoral. Ce dernier est de 6 % dans les circonscriptions ordinaires, et de 3 % pour celle nationale,.
Le nombre de sièges par circonscription varie entre deux et six selon le poids démographique de la circonscription. Si les grandes villes telles que Casablanca, Fès, Rabat et Marrakech sont divisées en plusieurs circonscriptions, les autres villes voient leurs frontières administratives coïncider avec celles électorales.

## Déroulement du scrutin

### Statistiques
Les inscrits en listes électorales sont au nombre de 15 702 592 citoyens. Ils sont appelés à voter 395 députés parmi 6 992 candidats qui se répartissent sur 1 385 listes de circonscriptions et 25 listes nationales.

## Résultats

### Nationaux
|                           |                                               |                |                |                |                 |                 |                 |       |               |  |  |  |  |  |  |  |  |  |  |
| Parti                     | Parti                                         | Listes locales | Listes locales | Listes locales | Liste nationale | Liste nationale | Liste nationale | Total | +/-           |  |  |  |  |  |  |  |  |  |  |
| Parti                     | Parti                                         | Voix           | %              | Sièges         | Voix            | %               | Sièges          | Total | +/-           |  |  |  |  |  |  |  |  |  |  |
|                           | Parti de la justice et du développement (PJD) | 1 571 659      | 27,14          | 98             | 1 618 963       | 27,88           | 27              | 125   | 18            |  |  |  |  |  |  |  |  |  |  |
|                           | Parti authenticité et modernité (PAM)         | 1 205 444      | 20,82          | 81             | 1 216 552       | 20,95           | 21              | 102   | 55            |  |  |  |  |  |  |  |  |  |  |
|                           | Parti de l'Istiqlal (PI)                      | 621 280        | 10,73          | 35             | 620 041         | 10,68           | 11              | 46    | 14            |  |  |  |  |  |  |  |  |  |  |
|                           | Rassemblement national des indépendants (RNI) | 558 875        | 9,65           | 28             | 544 118         | 9,37            | 9               | 37    | 15            |  |  |  |  |  |  |  |  |  |  |
|                           | Mouvement populaire (MP)                      | 409 085        | 7,06           | 20             | 397 085         | 6,84            | 7               | 27    | 5             |  |  |  |  |  |  |  |  |  |  |
|                           | Union socialiste des forces populaires (USFP) | 367 622        | 6,35           | 14             | 359 600         | 6,19            | 6               | 20    | 19            |  |  |  |  |  |  |  |  |  |  |
|                           | Union constitutionnelle (UC)                  | 268 813        | 4,64           | 15             | 263 720         | 4,54            | 4               | 19    | 4             |  |  |  |  |  |  |  |  |  |  |
|                           | Parti du progrès et du socialisme (PPS)       | 279 226        | 4,82           | 7              | 273 800         | 4,72            | 5               | 12    | 6             |  |  |  |  |  |  |  |  |  |  |
|                           | Mouvement démocratique et social (MDS)        | 74 472         | 1,29           | 3              | 77 630          | 1,34            | 0               | 3     | 1             |  |  |  |  |  |  |  |  |  |  |
|                           | Fédération de la gauche démocratique (FGD)    | 139 793        | 2,41           | 2              | 164 575         | 2,83            | 0               | 2     | 2             |  |  |  |  |  |  |  |  |  |  |
|                           | Parti de l'unité et de la démocratie (PUD)    | 20 240         | 0,35           | 1              | 23 574          | 0,41            | 0               | 1     | en stagnation |  |  |  |  |  |  |  |  |  |  |
|                           | Parti de la gauche verte (PGV)                | 13 389         | 0,23           | 1              | -               | –               | 0               | 1     | en stagnation |  |  |  |  |  |  |  |  |  |  |
|                           | Autres partis                                 |                |                | 0              |                 |                 | 0               | 0     | -             |  |  |  |  |  |  |  |  |  |  |
|                           |                                               |                |                |                |                 |                 |                 |       |               |  |  |  |  |  |  |  |  |  |  |
| Suffrages exprimés        | Suffrages exprimés                            | 5 790 552      | 87,20          |                |                 |                 |                 |       |               |  |  |  |  |  |  |  |  |  |  |
| Votes blancs et invalides | Votes blancs et invalides                     | 850 074        | 12,80          |                |                 |                 |                 |       |               |  |  |  |  |  |  |  |  |  |  |
| Total                     | Total                                         | 6 640 626      | 100            | 305            | 5 806 004       | 100             | 90              | 395   | en stagnation |  |  |  |  |  |  |  |  |  |  |
| Abstentions               | Abstentions                                   | 9 061 966      | 57,71          |                |                 |                 |                 |       |               |  |  |  |  |  |  |  |  |  |  |
| Inscrits / participation  | Inscrits / participation                      | 15 702 592     | 42,29          |                |                 |                 |                 |       |               |  |  |  |  |  |  |  |  |  |  |

## Réactions

### Au niveau national
- Miloudi Moukharik, syndicaliste marocain et patron de l'Union marocaine du travail a déclaré qu'il est prêt pour reprendre le dialogue social avec Abdel-Ilah Benkiran si le PJD est désigné pour mener le prochain gouvernement. Il a aussi considéré que la victoire du PJD ne constitue nullement une défaite pour son syndicat[26].
- Driss el-Yazami, Président du Conseil national des droits de l'Homme au Maroc, et coordinateur des observateurs de ces élections a déclaré, lors d'un point de presse, qu'il y a un saut qualitatif significatif concernant « l'observation indépendante » de ces élections, malgré quelques rares irrégularités lors de la campagne et au jour du scrutin. Il a aussi déclaré qu'ils ont retenu quelques failles et agissements de fraude mais pas au point de douter de l'impartialité de l'administration et d'entacher la crédibilité du scrutin et de nier la transparence de l'opération électorale[27],[28].
- « On est toujours dans une monarchie exécutive, déplore Omar Iarchane, secrétaire général de la jeunesse de l’association illégale Al Adl Wal Ihsane, qui avait mobilisé le plus de manifestants en 2011. Même si j’ai conscience qu’on a fait bouger les choses. Les jeunes ont en un an accompli davantage que leurs aînés en plusieurs générations. On a compris qu’on pouvait obtenir des choses dans la rue. » Les acteurs du Mouvement du 20 Février se rejoignent sur ce point : 2011 a été un déclic pour une génération. « Le mur de la peur s’est fissuré, explique Tahani Brahma, de la section française de l’Association marocaine des droits de l’homme, qui avait 18 ans en 2011. L’expression s’est libérée. »[29]

### Au niveau international
- « Le gouvernement espagnol félicite le peuple ami du Maroc et ses autorités pour le déroulement exemplaire des élections législatives organisées le 7 octobre au Maroc », souligne l’exécutif espagnol dans un communiqué du ministère espagnol des Affaires étrangères et de la coopération[30].
- Les États-Unis ont félicité le Maroc pour « son engagement continu en faveur des processus démocratiques, comme cela a été démontré durant les élections législatives du 7 octobre », a souligné le Département d’État. « Les États-Unis félicitent le Maroc pour son engagement continu en faveur des processus démocratiques, comme cela a été démontré durant les élections législatives du 7 octobre », a indiqué le Département d’État. « Nous formons le souhait de poursuivre notre partenariat avec le gouvernement et le peuple du Maroc, dans un esprit de respect mutuel et de coopération », a poursuivi la diplomatie américaine[31].

## Analyse et conséquences
D'après plusieurs médias nationaux, le taux de participation avoisine les 43 %. 
Lors d'une conférence de presse au petit matin du samedi 8 octobre 2016, Mohamed Hassad, le ministre de l’Intérieur, a donné les résultats partiels plaçant le PJD vainqueur de ces élections avec 99 sièges parmi les 305 sièges de circonscription, suivi du PAM avec 80 sièges. Le Parti de l'Istiqlal est placé troisième avec 31 sièges, le RNI quatrième avec 30 sièges.
Au titre des circonscriptions nationales, le Parti Justice et développement (PJD) remporte 27 sièges, selon des résultats provisoires du ministère de l’Intérieur. Le Parti authenticité et modernité (PAM) remporte quant à lui un total de 21 sièges. Le Mouvement populaire (MP) en obtient 7. Pour le reste des résultats on retrouve l’Union constitutionnelles (UC) avec 4 sièges au niveau national, l'Union socialiste des forces populaires (USFP) qui remporte 6 sièges, l'Istiqlal 11 sièges, le RNI 9 sièges, le PPS : 5 sièges. Les autres partis participants n'obtiennent pas de sièges au niveau des listes nationales.

Le 17 mars 2017, Saad Dine El Otmani est nommé chef du gouvernement marocain par le roi Mohammed VI pour remplacer Abdel-Ilah Benkiran après cinq mois de blocage pour former un nouvel exécutif.
Le 25 mars 2017, un accord sur une coalition comprenant le PJD, le RNI, le PPS, le MP et l'UC-USFP est trouvé.
Le 5 avril 2017, le gouvernement prend ses fonctions.